# تلماسه (فیلم ۲۰۲۱)
تلماسه (انگلیسی: Dune) یک فیلم علمی تخیلی حماسی آمریکایی به کارگردانی دنی ویلنوو است که در سال ۲۰۲۱ منتشر شد. ویلنوو فیلم‌نامه این فیلم را به همراه اریک راث و جان اسپیتز بر اساس رمانی به همین نام اثر فرانک هربرت به نگارش درآورد. پس از فیلم محصول ۱۹۸۴ به کارگردانی دیوید لینچ، این دومین اقتباس سینمایی از این رمان به‌شمار می‌رود. تیموتی شالامی، ربکا فرگوسن، اسکار آیزاک، جاش برولین، استلان اسکاشگورد، دیو باتیستا، استیون مک‌کینلی هندرسون، زندایا، دیوید دستمالچیان، چانگ چن، شارون دانکن-بروستر، شارلوت رمپلینگ، جیسون موموآ و خاویر باردم ستارگان فیلم هستند. داستان فیلم در آینده‌ای دور و در سیاره‌ای به نام آراکیس رخ می‌دهد که به خاطر طبیعت بیابانی خود به تلماسه مشهور شده‌است. این سیاره که تنها منبع ماده‌ای ارزشمند است، آوردگاهی برای نزاع چندین نژاد مختلف می‌شود.
پیش تولید فیلم از سال ۲۰۱۶ آغاز شد. ویلنوو از این پروژه به عنوان چالش‌برانگیزترین اثر کارنامه خود یاد کرد. برای دسترسی به مناطق بیابانی، بخش زیادی از فیلم در بوداپست، مجارستان و صحرای بزرگ اردن و در طی چهار ماه جلوی دوربین رفت. هانس زیمر از همان دوران پیش تولید به عنوان آهنگساز به پروژه پیوست. بعد از بلید رانر ۲۰۴۹ این دومین همکاری بین زیمر و ویلنوو است. کار ساخت موسیقی فیلم آنقدر طولانی و پیچیده بود که زیمر پیشنهاد کریستوفر نولان برای ساخت موسیقی فیلم انگاشته را رد کرد. این فیلم از مارس تا ژوئیهٔ ۲۰۱۹ در مکان‌های مختلف از جمله مناطق بوداپست، اردن، نروژ و ابوظبی فیلم‌برداری شد.
تلماسه نخستین بار در ۳ سپتامبر ۲۰۲۱ در هفتاد و هشتمین جشنوارهٔ بین‌المللی فیلم ونیز به نمایش درآمد. برادران وارنر پیکچرز این فیلم را به صورت سینمایی در ۱۵ سپتامبر ۲۰۲۱ در جهان عرضه کرد و سپس در ۲۲ اکتبر در ایالات متحده همزمان از طریق سینما و اچ‌بی‌او مکس منتشر شد. این فیلم برای جلوه‌های بصری، محدوده سینمایی و کارگردانی دنی ویلنوو مورد تحسین قرار گرفت و بیش از ۴۳۳ میلیون دلار در برابر بودجهٔ ۱۶۵ میلیون دلاری‌اش فروش داشته‌است. سازمان‌هایی مانند هیئت ملی بازبینی فیلم و انستیتوی فیلم آمریکا تلماسه را یکی از ۱۰ فیلم برتر سال ۲۰۲۱ معرفی کردند و در نود و چهارمین دوره جوایز اسکار نامزد دریافت ۱۰ جایزه شد که توانست شش جایزه از جمله بهترین موسیقی و فیلم‌برداری را کسب کند. دنبالهٔ این فیلم، تلماسه: بخش دو، در مارس ۲۰۲۴ منتشر شد.

## داستان
سال ۱۰۱۹۱ پس از میلاد، سیارهٔ آراکیس که به خاطر طبیعت بیابانی خود به «تلماسه» مشهور شده، به علت وجود ماده‌ای ارزشمند به نام «اسپایس» در خاک خود که تنها به وسیلهٔ آن سفر ستاره‌ای ممکن است برای سال‌های طولانی مورد حمله و تجاوز خاندان «هارکنون» قرار گرفته‌است، اما ناگهان فرمانده آن‌ها به علت نامعلومی به افراد خود دستور عقب‌نشینی می‌دهد. امپراتور به دوکل لتو، رئیس خاندان آتریدیس مأموریت می‌دهد تا از سرزمین بارانی و اقیانوسی خود به آراکیس بروند و صلح را در آن‌جا برقرار کنند. هم‌زمان، تنها پسر خانواده آتریدیس به نام پاول مدتی است که رویاهای عجیبی از تلماسه و یک دختر غریبه می‌بیند. به زودی مشخص می‌شود که پاول می‌تواند همان فردی باشد که از دیدگاه افرادی محلی آراکیس به «لسان‌الغیب» مشهور است. فرد موعودی که امنیت و آزادی را به آراکیس و جهان بازخواهد گرداند اما چالش‌های پیش رو بسیاری از مسائل را تغییر می‌دهد.
بانو جسیکا معشوقه لتو، یکی از مریدان بنه جزریت است؛ یک انجمن منحصر به فرد که اعضای آن دارای توانایی‌های جسمی و ذهنی پیشرفته ای هستند. بنه جزریت به عنوان بخشی از برنامه تولیدمثلی صد ساله خود، به جسیکا دستور داد تا دختری به دنیا بیاورد که پسرش بنه جزریت مذکر به نام Kwisatz Haderach شود، یک ابرموجود مسیحایی با روشن بینی لازم برای هدایت بشریت به آینده ای بهتر. در عوض او پسری به نام پاول به دنیا آورد. پاول در طول زندگی خود توسط دستیاران لتو، دانکن آیداهو، گورنی هالک، دکتر سوک ولینگتون یوه و منتات ثوفیر هاوات آموزش می‌بیند، در حالی که جسیکا در راستای تعلیمات بنه جزریت به پاول آموزش می‌دهد. پاول به جسیکا و دانکن می‌گوید که از رویاهای آینده نگران است. به دلیل این رؤیاها، مادر بزرگوار گایوس هلن موهیم با کالادان ملاقات می‌کند و پاول را تحت آزمایشی مرگبار برای ارزیابی کنترل تکانه‌اش قرار می‌دهد، که او موفق می‌شود. موهیم به بارون ولادیمیر هارکونن پدرسالار مجلس، دستور می‌دهد تا در جریان کودتای خود، از پاول و جسیکا در امان بماند، که او با ریاکاری می‌پذیرد.
House Atreides به آراکین، قلعه مستحکم در آراکیس می‌رسد، جایی که دانکن و گروهی در مورد سیاره و فریمن‌ها اطلاعات کسب می‌کنند. لتو با استیلگار رئیس خانواده فریمن مذاکره می‌کند و سیاره‌شناس و قاضی امپراتوری دکتر لیت-کینز را ملاقات می‌کند. کینز لتو، پاول و هالک را از خطرات برداشت اسپایس، از جمله کرم‌های شنی غول‌پیکر که در زیر صحرا حرکت می‌کنند، آگاه می‌کند. در حین پرواز، آنها متوجه یک کرم شنی می‌شوند که، به یک دستگاه برداشت اسپایس با خدمه‌ای که در آن گیر افتاده‌اند نزدیک می‌شود. لتو و تیمش لحظاتی قبل از اینکه کرم شنی آن‌ها را ببلعد کارگران را نجات می‌دهند. قرار گرفتن پاول در معرض هوای مملو از اسپایس باعث پیش‌بینی‌های شدیدی می‌شود.
لتو پس از تلاش برای سوقصد جان پاول توسط یک مأمور هارکونن، سربازان خود را در حالت آماده باش قرار می‌دهد. یوه سپرهای آراکین را از کار می‌اندازد و به سربازان هارکونن و سارداوکار اجازه می‌دهد تا بر نیروهای آتریدس غلبه کنند. یوه لتو را زمینگیر می‌کند و به او می‌گوید که او را در ازای آزادی همسر اسیر خود به بارون تحویل می‌دهد. یوه یکی از دندان‌های لتو را با یک کپسول گاز سمی جایگزین می‌کند و پس از تحویل دوک کشته می‌شود. لتو گاز سمی را آزاد می‌کند و خود و اعضای دادگاه بارون را می‌کشد، اما بارون زنده می‌ماند. دانکن فرار می‌کند و یک هواپیمای بالزن را می‌دزدد. هارکونن‌ها پاول و جسیکا را دستگیر می‌کند و آنها را به صحرا می‌برد تا بمیرند. پاول و جسیکا با استفاده از مهارت بنه جزریت معروف به «صدا»، ابزاری برای کنترل کلامی دیگران، بر اسیرگیران چیره می‌شوند و آنها را می‌کشند. پاول و جسیکا با پیدا کردن یک کیت بقا که توسط یوه برای آن‌ها باقی مانده‌است، شب را در یک چادر می‌گذرانند. پاول رؤیایی از یک «جنگ مقدس» را تجربه می‌کند که به نام او در سراسر جهان گسترش می‌یابد.
بارون فرماندهی آراکیس را به برادرزادهٔ درنده خوی خود ربان سپرده و به او دستور می‌دهد تا ذخایر اسپایس را بفروشد و تولید را از سر بگیرد تا هزینه کودتا را جبران کند. پاول و جسیکا توسط دانکن و کاینز پیدا می‌شوند و به یک ایستگاه تحقیقاتی قدیمی می‌روند اما به سرعت توسط سارداوکار ردیابی می‌شوند. دانکن و فریمن‌ها خود را قربانی می‌کنند تا به جسیکا، پاول و کاینز اجازه دهند از تشکیلات فرار کنند. کینز از آن‌ها جدا می‌شود و یک کرم شنی را برای سوار شدن صدا می‌کند، اما او توسط سربازان سارداوکار در کمین قرار گرفته و کرم همه آنها را می‌بلعد. پاول و جسیکا به عمق صحرا می‌رسند و با فریمن‌ها، از جمله استیلگار و چانی، دختری که در رؤیاهای پاول وجود داشت، ملاقات می‌کنند. جنگجوی فرمن جیمیس به پذیرش آنها اعتراض می‌کند و توسط پاول در یک دوئل آیینی به مرگ کشته می‌شود. بر خلاف میل جسیکا، پاول اصرار دارد که به فریمن بپیوندد تا هدف پدرش برای برقراری صلح در آراکیس را محقق کند.

## بازیگران
- تیموتی شالامی در نقش پل اتریدیز، فرزند لیدی جسیکا
- ربکا فرگوسن در نقش لیدی جسیکا، مادر پاول اتریدیز
- جاش برولین در نقش گورنی هالک
- اسکار آیزاک در نقش دوکل لتو اتریدیز
- جیسون موموآ در نقش دانکن آیداهو
- خاویر باردم
- دیوید باتیستا
- زندایا در نقش چانی
- استلان اسکاشگورد
- شارلوت رمپلینگ
- دیوید دستمالچیان

## بازخورد
در وبگاه جمع‌آوری نقد راتن تومیتوز، ٪۸۳ از ۴۸۶ بررسی منتقدان مثبت است، و میانگینِ امتیاز آن ۷٫۶/۱۰ است. اجماع این وبگاه چنین می‌نویسد: «تلماسه گهگاه با مواد منبع اصلی سخت خود مبارزه می‌کند، اما این مسائل تا حد زیادی تحت‌الشعاع دامنه و جاه‌طلبی این اقتباس بصری هیجان‌انگیز قرار می‌گیرند.» این فیلم در متاکریتیک که از میانگین وزنی استفاده می‌کند، بر اساس نظر ۶۷ منتقدین امتیاز ۷۴ از ۱۰۰ را کسب کرده که نشان‌گر «نقدهای عموماً مطلوب» است.

## آینده

### تلماسه: بخش دو
جان اسپیتز در نوامبر ۲۰۱۹ به عنوان مجری برنامه از مجموعهٔ تلویزیونی پیش‌درآمد تلماسه: نبوت کناره‌گیری کرد تا روی تلماسه: بخش دو تمرکز کند. انتشار همزمان فیلم نخست در سینماها در کنار رسانهٔ جاری از طریق اچ‌بی‌او مکس به دلیل تأثیر دنیاگیری کروناویروس بر سینما از سوی برادران وارنر پتانسیل ایجاد دنباله را به خطر انداخته بود. همچنین گزارش شده‌است که لجندری پیکچرز به‌طور بالقوه به دنبال راه‌حل‌های قانونی در برابر برادران وارنر به دلیل انتشار استریم در روز و تاریخ اکران فیلم بوده‌است.
اریک راث در فوریه ۲۰۲۱ اظهار داشت که یک پردازش کامل برای دنبالهٔ بالقوه را نوشته‌است. در اوت ۲۰۲۱، ویلنوو نیز تأیید کرد که نویسندگی روی بخش دوم آغاز شده‌است. ویلنوو در مارس ۲۰۲۲ فاش کرد که کار روی بیشتر فیلمنامه به پایان رسیده‌است.
برادران وارنر به ویلنوو اطمینان داد که تا زمانی که فیلم عملکرد خوبی در اچ‌بی‌او مکس داشته باشد، دنبالهٔ آن چراغ سبز دریافت خواهد کرد. تنها چند روز پیش از اکران فیلم اول، آن سارنوف، مدیر عامل شرکت برادران وارنر گفت: «آیا دنباله‌ای برای تلماسه خواهیم داشت؟ اگر فیلم را تماشا کنید می‌بینید که چگونه ختم می‌شود. من فکر می‌کنم شما تقریباً پاسخ آن را می‌دانید.»
س از موفقیت تجاری و انتقادی قسمت اول، برادران وارنر و لجندری انترتینمنت در اکتبر ۲۰۲۱ چراغ سبز فیلم را اعطا کردند. فیلمبرداری در ژوئیه ۲۰۲۲ در بوداپست آغاز شد و پیش از آن در مقبره بریون در التیوال، ایتالیا در اوایل همان ماه انجام شد. تیموتی شالامی، زندایا، ربکا فرگوسن، خاویر باردم، استلان اسکاشگورد و دیو باتیستا اعضای بازیگران فیلم اول تأیید شدند. علاوه بر آن فلورنس پیو و آستین باتلر به ترتیب در نقش‌های پرنسس ایرولان و فید-روتا، وارث هارکونن انتخاب شدند. کریستوفر واکن در نقش شادام چهارم به بازیگران پیوست و لئا سیدو و سهیلا یعقوب برای پیوستن به بازیگران به ترتیب در نقش‌های لیدی مارگوت و شیشکلی به بازیگران پیوستند.
پیش‌تصویربرداری در ۴ ژوئیه ۲۰۲۲ در مقبره بریون در التیوال، ایتالیا به مدت دو روز انجام شد. تصویربرداری اصلی در ۱۸ ژوئیه در بوداپست، مجارستان آغاز شد.
تلماسه: بخش دو در مارس ۲۰۲۴ به نمایش درآمد. تاریخ اکران این فیلم ابتدا ۱۷ نوامبر ۲۰۲۳ و ۲۰ اکتبر ۲۰۲۳ اعلام شده بود.

### فیلم سوم احتمالی
ویلنوو برای ساخت یک فیلم سوم بر پایهٔ رمان مسیحای تلماسه ابراز علاقه کرد و گفت که امکان آن به موفقیت تلماسه: بخش دو بستگی دارد.

### تلماسه: نبوت
در ژوئن ۲۰۱۹، لجندری پیکچرز اعلام کرد که در حال تولید یک سریال اسپین‌آف به نام تلماسه: انجمن خواهران برای سرویس اچ‌بی‌او مکس از وارنر مدیا است. این مجموعه به عنوان پیش‌درآمد فیلم نخست عمل می‌کند و بر بنی جزیرت تمرکز دارد. در ابتدا، ویلنوو قرار بود پایلوت سریال را کارگردانی کند و اسپیتز فیلمنامه را بنویسد و دانا کالوو به عنوان مجری سریال عمل کند. در نوامبر ۲۰۱۹، اسپیتز به عنوان نویسنده سریال را ترک کرد تا بر روی فیلم دوم تمرکز کند. اسپیتز و ویلنوو به همراه برایان هربرت، بایرون مریت و کیم هربرت به عنوان تهیه‌کنندگان اجرایی باقی می‌مانند. در ژوئیه ۲۰۲۱، دایان آدمو-جان به عنوان مجریِ برنامه انتخاب شد. جان اسپیتز و دنیس ویلنوو در مارس ۲۰۲۲ تأیید کردند که مجموعه تلویزیونی هنوز در حال توسعه است. در آوریل ۲۰۲۲، اعلام شد که یوهان رنک دو قسمت نخست را کارگردانی خواهد کرد.

## برای مطالعهٔ بیشتر
- فرج‌پور، امین (۱۹ آبان ۱۴۰۰). «لورنس عربستان در جهاد بین کهکشانی!». شهروند (۲۳۸۷).